# Giovanni d'Aniello
Giovanni d'Aniello (n. Aversa, Campania, Italia, 5 de enero de 1955) es un arzobispo católico, diplomático y canonista italiano.
Ordenado sacerdote en 1978.
En 2001 el papa Juan Pablo II, lo nombró Arzobispo titular de la Diócesis de Paestum.
Además desde ese año, ha ocupado los cargos de Nuncio Apostólico en República Democrática del Congo, Tailandia, Camboya y ha sido Delegado Apostólico en Birmania y Laos. Desde el mes de febrero de 2012 hasta enero de 2020 ha sido Nuncio Apostólico en Brasil.
Actualmente aparte de ser arzobispo titular, desde el mes de enero de 2020 es el nuevo Nuncio Apostólico en la Federación Rusa.

## Biografía
Nacido en la comuna italiana de Aversa en la Región de Campania, el día 5 de enero de 1955.
Al descubrir su vocación sacerdotal, decidió entrar al seminario de su pueblo, en el que hizo sus estudios eclesiásticos y finalmente el 8 de diciembre de 1978 fue ordenado sacerdote para su diócesis natal ("la de Aversa"), por el Obispo Mons. Antonio Cece.
También hizo estudios de diplomacia y obtuvo un Doctorado en Derecho canónico por la Academia Pontificia Eclesiástica de la ciudad de Roma.
Al terminar su formación, en 1983 se unió directamente al Servicio Diplomático de la Santa Sede y como funcionario de este departamento, fue enviado a las Nunciaturas Apostólicas de Burundi, Tailandia, Líbano, Brasil y además a la Sección para las Relaciones con los Estados de la Secretaría de Estado de la Santa Sede.
El 15 de diciembre de 2001 fue nombrado por el papa Juan Pablo II, como Arzobispo titular de la Diócesis de Paestum y Nuncio Apostólico en la República Democrática del Congo.
Recibió la consagración episcopal el 6 de enero de 2002, en la Basílica de San Pedro de la Ciudad del Vaticano, a manos del sumo pontífice y de sus co-consagrantes, los destacados cardenales: el argentino Leonardo Sandri y el guineano Robert Sarah.
Seguidamente el 22 de septiembre de 2010, tras ser nombrado por Benedicto XVI, pasó a ser Nuncio Apostólico en Tailandia, Camboya y Delegado Apostólico en Birmania y Laos.
Actualmente en sucesión del cardenal Lorenzo Baldisseri, desde el día 10 de febrero de 2012, es el nuevo Nuncio Apostólico en Brasil.
Cabe destacar que el 17 de mayo de 2015, presidió la consagración del Santuario de Nuestra Señora la Virgen de Fátima y San Benito de Palermo en el estado brasileño de Ceará, junto a los obispos Mons. Francisco Javier Hernández Arnedo (O.A.R.), Mons. José Luiz Gomes de Vasconcelos, entre otros...